# گوک‌خان تپه
گوک‌خان تپه (انگلیسی: Gökhan Tepe؛ زادهٔ ۸ فوریهٔ ۱۹۷۸) خواننده، بازیگر، و بازیگر تلویزیون اهل ترکیه است. وی از سال ۱۹۹۵ میلادی تاکنون مشغول فعالیت بوده‌است.